# Dortmunder Philharmoniker
Die Dortmunder Philharmoniker sind das Konzert- und Opernorchester des Theaters Dortmund. Mit der Eröffnung des Konzerthauses Dortmund erhielten die Dortmunder Philharmoniker einen neuen Konzertsaal.

## Geschichte
Die Dortmunder Philharmoniker wurden als Orchesterverein 1887 gegründet. Sie waren bis zur Theatergründung im Jahr 1904 in verschiedenen Spielstätten tätig.
Ab diesem Zeitpunkt kam ein regelmäßiger Operndienst hinzu, der auch zur Aufstockung des Personals führte.
Mit den organisatorischen und funktionellen Änderungen wechselten auch die Namen des Orchesters: von der Hüttner Kapelle über Städtisches Orchester, Philharmonisches Orchester der Stadt Dortmund bis zu den Dortmunder Philharmonikern.
Programm und Qualität des Orchesters wurden wesentlich durch die jeweiligen Orchesterleiter, die in den Anfangsjahren des Orchesters oft langjährig tätig waren, geprägt.
Das Orchester ist inzwischen auf 102 Musiker angewachsen und besitzt einen ausgezeichneten Ruf unter den großen Konzert- und Opernorchestern in Nordrhein-Westfalen.
Im Oktober 2006 gastierte das Orchester unter Arthur Fagen in China, u. a. Shanghai und Peking. Außerdem führte Arthur Fagen das Orchester zu Gastspielen nach Salzburg (Großes Festspielhaus), ins Concertgebouw Amsterdam und Brüssel (Palais des Beaux Arts).
Von 2008 bis 2013 leitete der Niederländer Jac van Steen die Dortmunder Philharmoniker als Generalmusikdirektor. Sein Nachfolger ist seit Beginn der Spielzeit 2013/14 ist der vormalige Stuttgarter Generalmusikdirektor Gabriel Feltz. Ab der Saison 2025/2026 übernimmt Jordan de Souza die Stelle des Generalmusikdirektors.

## Generalmusikdirektoren
- Georg Hüttner, 1887–1919
- Wilhelm Sieben, 1920–1951
- Rolf Agop, 1952–1962
- Wilhelm Schüchter, 1963–1974
- Marek Janowski, 1975–1979
- Hans Wallat, 1980–1985
- Klaus Weise, 1985–1990
- Moshe Atzmon, 1991–1994
- Anton Marik, 1996–2000
- Hans Wallat, 2001–2002
- Arthur Fagen, 2002–2007
- Jac van Steen, 2008–2013
- Gabriel Feltz, 2013–2025
- Jordan de Souza, ab 2025